# Tender Mercies
Tender Mercies é um filme norte-americano de 1983 dirigido por Bruce Beresford. O roteiro de Horton Foote se foca em Mac Sledge, um cantor de música country que está se recuperando de alcoolismo e que procura mudar sua vida através de uma relação com uma viúva e seu filho no interior do Texas. Robert Duvall interpreta Sledge; o elenco coadjuvante inclui Tess Harper, Betty Buckley, Wilford Brimley, Ellen Barkin e Allan Hubbard.

## Sinopse
Cantor country desiludido e em decadência conhece uma viúva e seu filho de dez anos, e volta a se interessar pela vida.

## Elenco
- Robert Duvall .... Mac Sledge
- Tess Harper .... Rosa Lee
- Betty Buckley .... Dixie
- Wilford Brimley .... Harry
- Ellen Barkin .... Sue Anne
- Allan Hubbard .... Sonny
- Lenny von Dohlen .... Robert
- Paul Gleason .... repórter

## Principais prêmios e indicações
Oscar 1984 (EUA)
- Venceu nas categorias de melhor ator (Robert Duvall) e melhor roteiro original.
- Recebeu três indicações, nas categorias de melhor diretor, melhor canção original e melhor filme.

Globo de Ouro 1984 (EUA)
- Vencedor na categoria de melhor ator - cinema (Robert Duvall)
- Indicado nas categorias de melhor diretor - cinema, melhor filme - drama, melhor canção original - cinema e melhor atriz Coadjuvante - Cinema (Tess Harper).

Festival de Cannes 1984 (França)
- Indicado à Palma de Ouro.

NYFCC Award 1983 (EUA)
- Venceu na categoria de melhor ator (Robert Duvall)